# Scuola Mosaicisti del Friuli

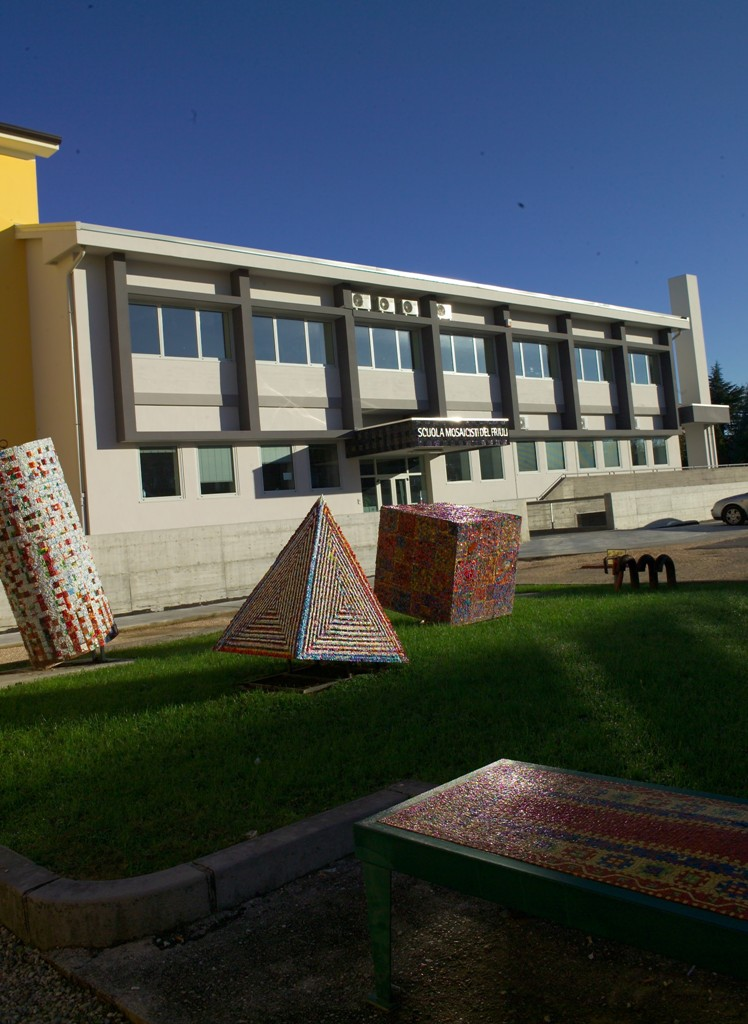
Scuola Mosaicisti del Friuli

La Scuola Mosaicisti del Friuli è un istituto di educazione attivo a Spilimbergo (PN) dal 1922. È stata fondata nel primo dopoguerra per offrire opportunità di studio e di lavoro ai giovani, su iniziativa di Lodovico Zanini (delegato della Società Umanitaria di Milano a Udine) e di Ezio Cantarutti (Sindaco di Spilimbergo).
È situata nei pressi di Aquileia, sito musivo romano e paleocristiano, e di Venezia, culla della tradizione del mosaico bizantino. Raccoglie la tradizione dei mosaicisti e dei terrazzieri della pedemontana friulana che dal Cinquecento in poi hanno tracciato nel mondo le vie del mosaico con le loro significative realizzazioni musive: dalla Library of Congress di Washington ai lavori musivi del War Memorial di Canberra, agli interventi dell'Opera di Parigi, dovuti – questi ultimi - a Gian Domenico Facchina, mosaicista e imprenditore di Sequals (Pordenone), che ha messo a punto la tecnica musiva a rovescio su carta.
Oggi la Scuola Mosaicisti è – come alle origini – una scuola professionale che si propone di dare senso alla storia e spazio alle soluzioni contemporanee, stimolando la ricerca, la creatività, la partecipazione personale. 
Ha una triplice funzione: didattica, promozionale, produttiva. 
Sul piano didattico la formazione triennale prevede l'insegnamento di diverse discipline tutte funzionali al mosaico: alle ore dedicate al laboratorio di mosaico e di terrazzo, si affiancano lezioni di disegno e teoria del colore, computer grafica, storia del mosaico, tecnologia dei materiali e disegno geometrico, per far sì che lo studente - che ottiene la qualifica di mosaicista - sia autonomo nelle scelte e nelle proposte, e allo stesso tempo sia in grado di rispondere a tutte le richieste. A Scuola s'insegnano e s'imparano le tecniche del mosaico con tutte le loro regole e peculiarità (tipologia romana, bizantina, moderna, contemporanea) ma si pongono anche le basi per creare, per fare ricerca e sperimentazione.
Sul piano promozionale la Scuola Mosaicisti del Friuli organizza e partecipa a mostre e manifestazioni in ogni dove. Pubblica cataloghi. Organizza corsi d'introduzione al mosaico. Numerosi sono gli appuntamenti espositivi che illustrano il percorso formativo degli studenti e l'attività dell'Istituto. Solo negli ultimi tempi la Scuola ha partecipato alle seguenti mostre in tutto il mondo: “La Scuola Mosaicisti del Friuli” ad Angers in Francia (1997); “Aime …comme mosaique” a Parigi (1998); “Mosaico è” a Villa Manin di Passariano (2000); “the new mosaic: selections from friuli” a Toronto (2003); “La Mosaique dans tous ses éclats” a Marsiglia (2005); “La Scuola Mosaicisti del Friuli” a Obernaì (2005); “La Scuola Mosaicisti del Friuli” a Roma (2006); “La Scuola Mosaicisti del Friuli” a Veszprèm (2006); “Mosaic: selections from friuli” a Melbourne (2006); “Mosaic Now: works from Italy and Australia” a Wangaratta – Geelong – Sydney (2007); “Un, deux, trois .... cailloux. Exposition de la <<Scuola Mosaicisti del Friuli>> Mosaique d'hier et d'aujourd'hui” ad Arles (2007); “Solo Mosaico” a Mosca (2008); “La Scuola Mosaicisti del Friuli” a Randers (2009); “La Scuola Mosaicisti del Friuli” a Trieste (2009); “La Scuola Mosaicisti del Friuli” a Udine (2009), “La Scuola Mosaicisti del Friuli” alla Biennale del Design a Gwaingju in Corea del Sud (2010); “La Scuola Mosaicisti del Friuli” a Basilea (2010); “La Scuola Mosaicisti del Friuli” a Bratislava in Slovacchia (2011), “Scuola Mosaicisti del Friuli 1922-2012, 90 anni di storia” a Villa Manin di Passariano (2012),“La Scuola Mosaicisti del Friuli” a Stoccarda in Germania e a Chaumont in Francia (2013). In prospettiva va segnalata la partecipazione a un evento espositivo a Pechino, a Marbella, a Vienna. 
Sul piano produttivo, la Scuola è un punto di riferimento per importanti lavori musivi. La professionalità e la competenza, riconosciute anche dal marchio di qualità, promuovono la richiesta di mosaici in Friuli, in Italia e nel Mondo, progettati e realizzati dalla Scuola Mosaicisti del Friuli. Fin dalle sue origini la Scuola ha infatti realizzato lavori di grande prestigio. Note sono le realizzazioni musive al Foro Italico di Roma negli anni trenta, i mosaici delle Centrali Idroelettriche di Friuli e Veneto negli anni cinquanta, gli interventi negli edifici di culto – all'ordine del giorno dalle origini a oggi -, l'esecuzione e posa dei mosaici dell'Hotel Kawakyu di Shirihama in Giappone e del Santo Sepolcro di Gerusalemme negli anni novanta, per non dimenticare gli interventi musivi più attuali, capaci di valorizzare il mosaico come espressione della contemporaneità (Saetta iridescente a Ground Zero a New York, 2004; Cielo e laguna a Graz in Austria, 2010; Polittico di San Lorenzo a L'Aquila in Abruzzo, 2010; Sacra Famiglia a Pordenone, 2013).

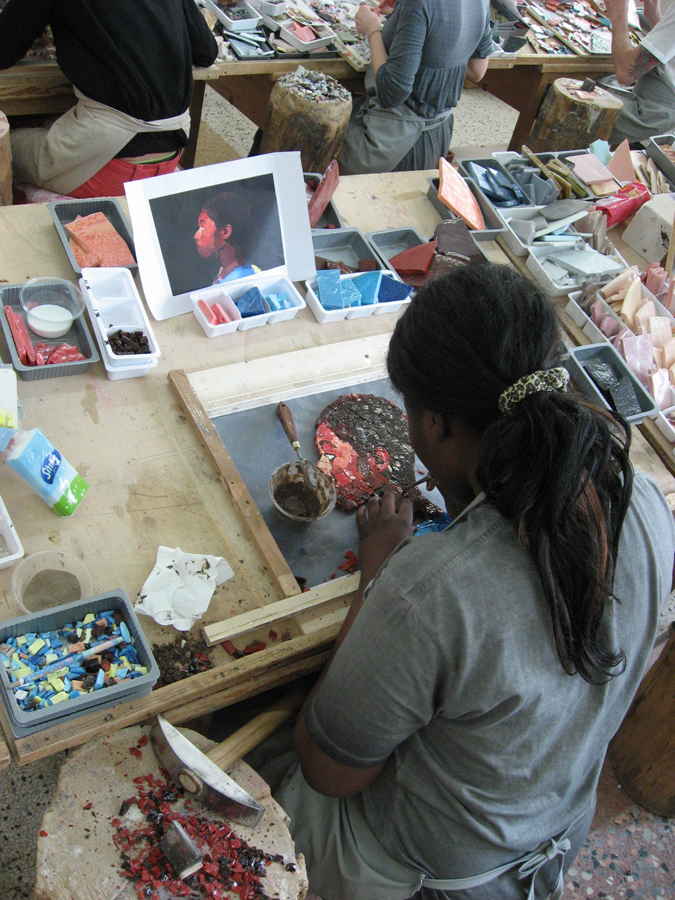
Esercizio sui ritratti
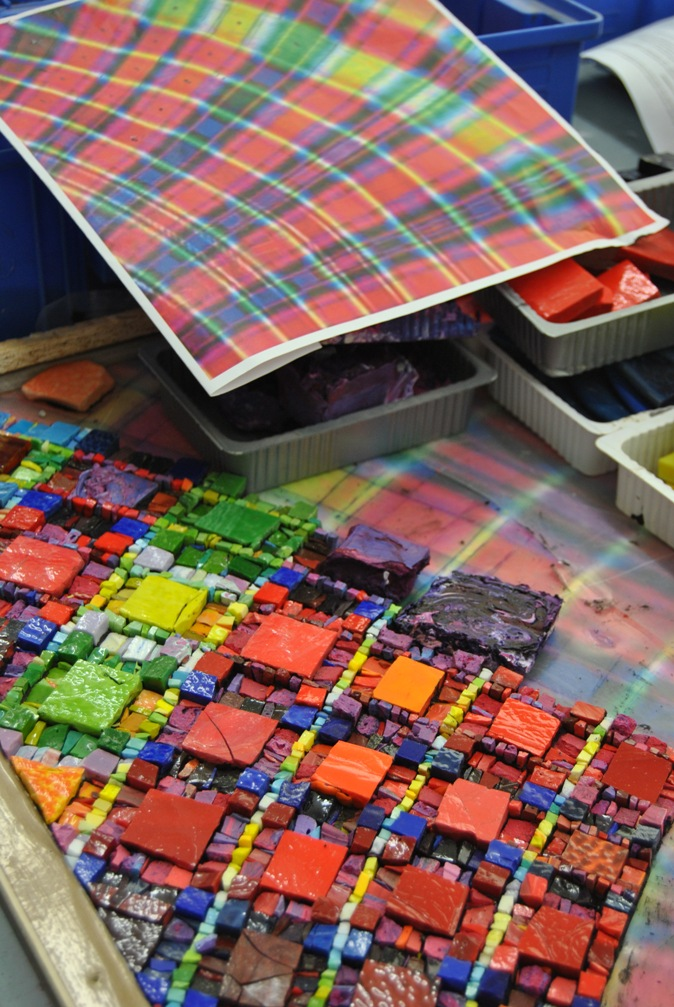
Bozzetto e lavorazione
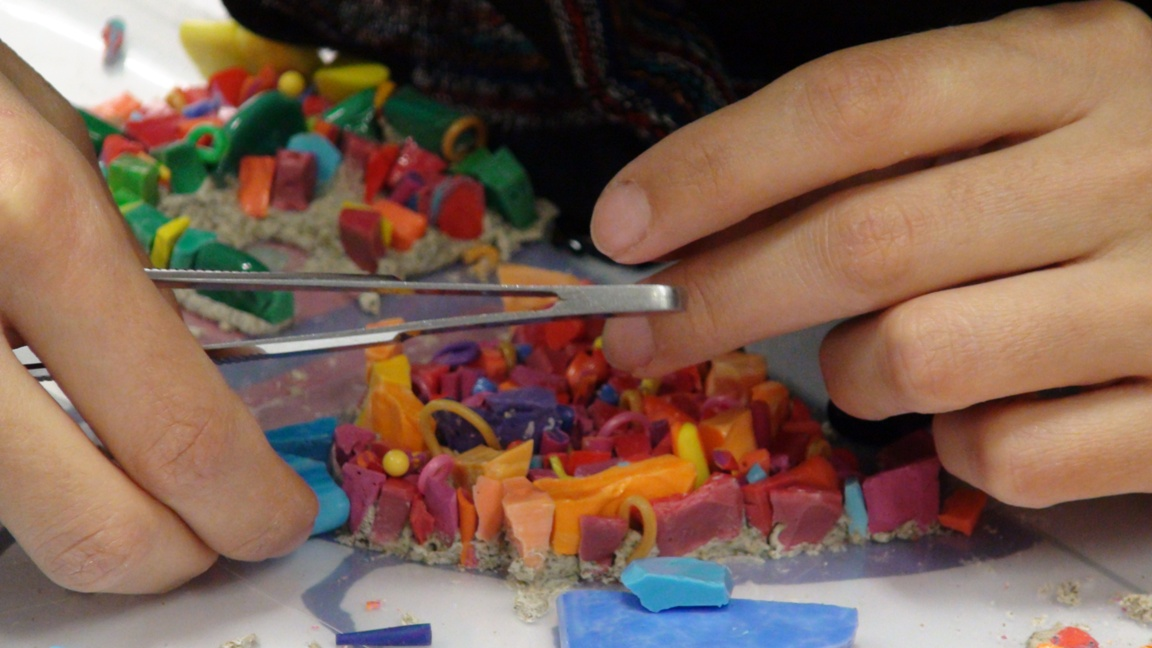
Dettaglio di lavorazione terzo corso
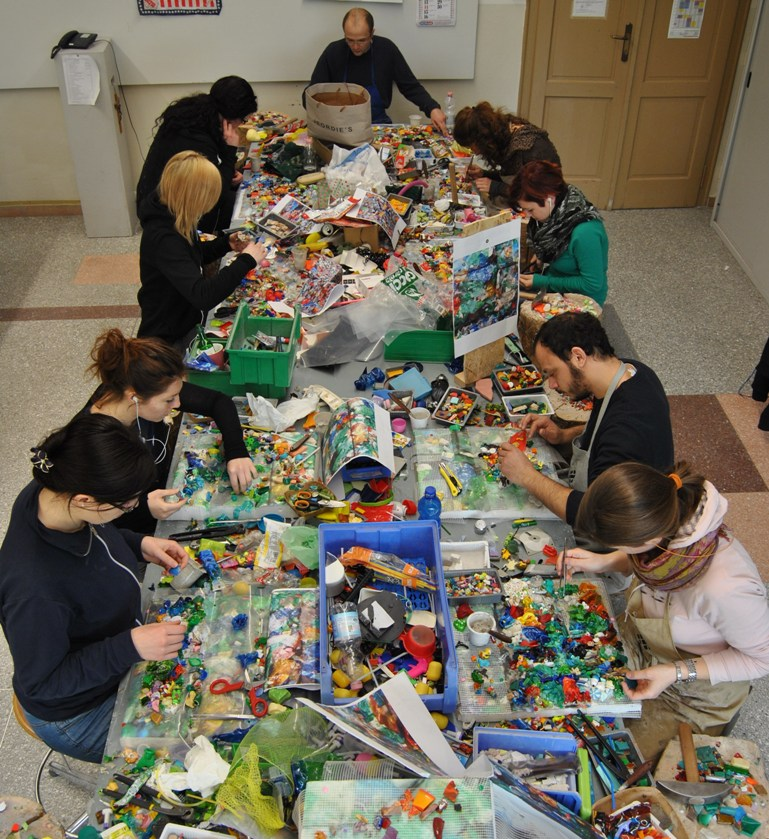
Fasi di realizzazione, terzo corso
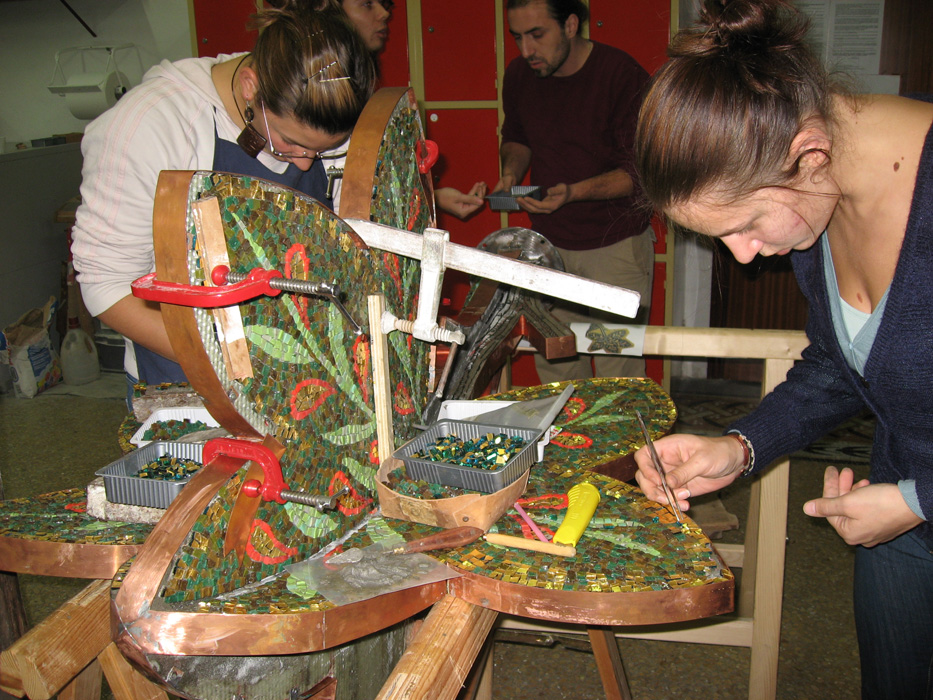
Fasi di realizzazione, secondo corso
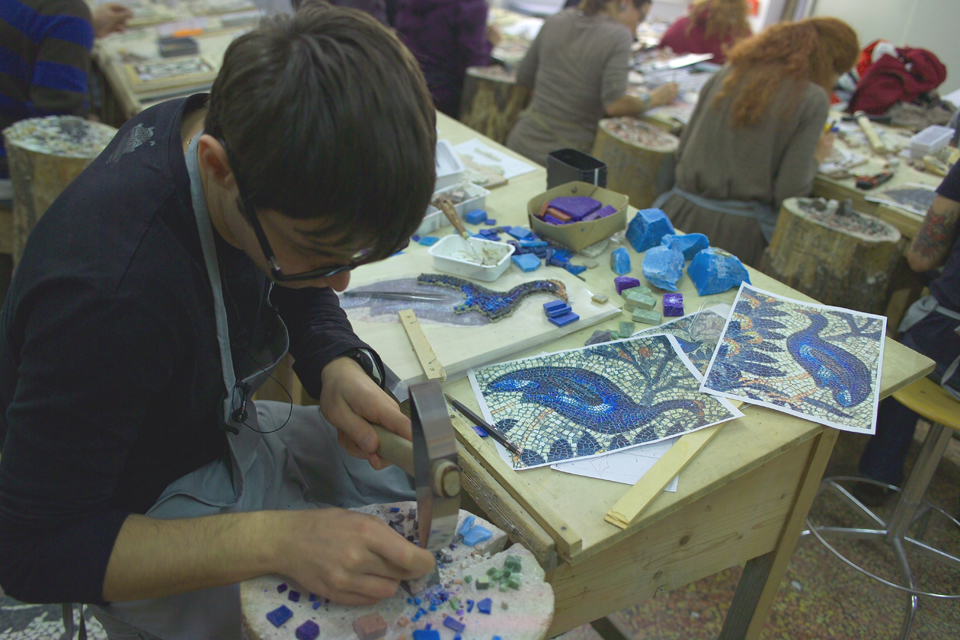
Fasi di realizzazione, primo corso